# العلاقات السعودية الكرواتية
العلاقات السعودية الكرواتية تشير إلى العلاقات الثنائية بين السعودية وكرواتيا. تأسست العلاقات الدبلوماسية في 18 يونيو 1995.